# Touches directionnelles
Ne doit pas être confondu avec Flèches de direction.

Les touches fléchées d'un clavier.

Les touches directionnelles sont les touches d'un clavier informatique sur lesquelles sont représentées des flèches pointant vers le haut, le bas, la gauche et la droite. Ces quatre touches servent notamment à déplacer le curseur dans un bloc de texte, lettre par lettre dans le sens horizontal, ligne par ligne dans le sens vertical.
Dans certains jeux vidéo, les touches directionnelles peuvent servir à se déplacer dans l'environnement virtuel, ou encore à modifier l'orientation de la caméra, mais le plus souvent, ce sont les touches situées à gauche du clavier qui ont cette fonction (WASD sur la disposition QWERTY, ZQSD sur la disposition AZERTY), les touches directionnelles n'étant pas utilisables conjointement avec la souris si celle-ci est utilisée par la main droite. Seuls les jeux vidéo en deux dimensions se permettent alors d'utiliser les touches directionnelles, car ils ont rarement besoin de la souris.
Pour éviter d'avoir à reprendre la souris, certains logiciels (de traitement de texte essentiellement) utilisent pour touches directionnelles les touches de repos.

## WASD

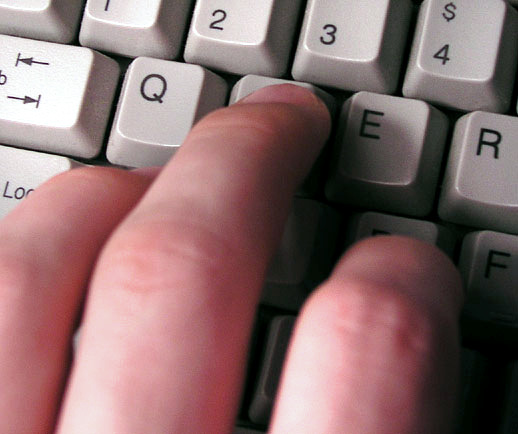
Placement des doigts sur les touches W, A, S et D.

La combinaison de touches WASD sur la disposition QWERTY ou QWERTZ d'un clavier d'ordinateur sert fréquemment de touches directionnelles pour la main gauche. Elle permet d'utiliser la souris dans la main opposée et est souvent utilisée dans les jeux de tir à la première personne pour permettre le déplacement ; la touche W sert à avancer, la S à reculer, la A à esquiver vers la gauche et la D à esquiver vers la droite.
Situées à l'extrémité gauche des touches alphabétiques, juste en dessous des touches numériques, et configurées en T inversé sur le modèle des touches directionnelles qu'elles servent à remplacer dans le contexte du jeu, elles sont beaucoup moins isolées que les touches fléchées et leur usage tend à se démocratiser pour cette raison. Avec l'auriculaire il devient possible d'accéder aux touches de contrôle situées sur le bord gauche du clavier (Tab, Verr. Maj., Maj. et Ctrl) et avec le pouce à la touche d'espacement et aux quelques lettres périphériques. Les touches numériques permettent de rapidement changer d'arme et les touches E et Q sont immédiatement accessibles.

## ZQSD
Sur les claviers non QWERTY, les touches peuvent varier et la dénomination WASD perdre son sens explicite. Sur un clavier AZERTY, les touches correspondantes sont ainsi Z, Q, S et D.